# Монго (поэма)
«Монго» — поэма Михаила Лермонтова, датируется сентябрем 1836 года. Сюжетом поэмы послужили события, относящиеся ко времени пребывания Лермонтова в Николаевском кавалерийском училище: поездка Лермонтова и Алексея Столыпина (1816—1858), родственника и приятеля поэта, на дачу к балерине Екатерине Егоровне Пименовой (1816—1860). Впервые произведение было опубликовано уже после смерти автора с купюрами и неточностями в «Библиографических записках» в 1859 году.
Монго — прозвище Алексея Столыпина. В поэме также упоминается слово «Маёшка» — это шутливое прозвище Лермонтова, оно происходит от Майё (фр. Mayeux) — популярного в 1830-е годы персонажа, созданного французским карикатуристом Шарлем Травье. Произведение написано четырёхстопным ямбом.